# 菲乌梅威尼托
菲乌梅威尼托（義大利語：Fiume Veneto），是意大利波代诺内省的一个市镇。总面积35.82平方公里，人口11396人，人口密度318.1人/平方公里（2009年）。ISTAT代码为093021。

## 友好城市
- 法國 卡斯泰尔萨拉桑